# Survivor Series (2014)
Survivor Series (2014) foi um pay-per-view (PPV) de wrestling  profissional e evento da WWE Network produzido pela WWE. O evento aconteceu em 23 de novembro de 2014 no Scottrade Center em St. Louis, Missouri. Foi o 28º evento sob a cronologia do Survivor Series, foi notável pela primeira aparição do ex-lutador da World Championship Wrestling (WCW) Sting na WWE. Além disso, esta foi o primeiro Survivor Series desde 2001 a não apresentar uma luta por um título mundial..
Oito lutas aconteceram no evento, incluindo duas no pré-show. O evento principal viu o Team Cena derrotar o Team Authority em uma luta Survivor Series de eliminação 5-contra-5, com Dolph Ziggler sendo o único sobrevivente. Ziggler foi o segundo lutador a sobreviver a uma situação de 3 contra 1 em uma luta de eliminação do Survivor Series, eliminando Kane, Luke Harper e Seth Rollins. A única pessoa que havia sobrevivido a uma situação de 3 contra 1 até então era Ric Flair no Survivor Series 2006. O evento teve 100.000 compras (excluindo visualizações da WWE Network), abaixo das 177.000 compras do ano anterior.

## Produção

### Conceito
Survivor Series é uma gimmick anual de pay-per-view, produzido todo mês de novembro pela WWE desde 1987. O segundo evento pay-per-view mais antigo da história (atrás apenas da WrestleMania), é um dos quatro pay-per-views originais da promoção, junto com WrestleMania, Royal Rumble e SummerSlam, apelidados de "Big Four". O evento é tradicionalmente caracterizado por ter lutas Survivor Series, que são lutas eliminatórias de eliminação que normalmente colocam equipes de quatro ou cinco lutadores umas contra as outras. O evento de 2014 foi o vigésimo oitavo evento na cronologia do Survivor Series. O evento incluiu duas lutas Survivor Series, uma das quais foi uma luta 4-contra-4 feminina, enquanto a outra, que foi o evento principal, foi uma luta 5-contra-5 masculina que tinha apostas anexadas à luta.

### Histórias
O card consistiu em oito lutas, incluindo duas no pré-show. As lutas resultaram de enredos com roteiro, onde os lutadores retratavam heróis, vilões ou personagens menos distintos em eventos roteirizados que criaram tensão e culminaram em uma luta ou série de lutas, com resultados pré-determinados pelos escritores da WWE, enquanto as histórias foram produzidas nos programas semanais de televisão da WWE, Raw e SmackDown.

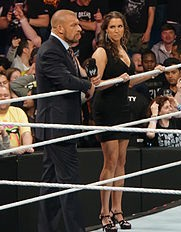
Triple H e Stephanie McMahon foram os criadores da Authority.

No Raw de 27 de outubro, após John Cena, o desafiante #1 ao WWE World Heavyweight Championship, rejeitar uma oferta para se juntar a The Authority, Triple H agendou um tradicional combate de eliminação do Survivor Series, com uma equipe representando a Authority enfrentando uma equipe capitaneada por Cena. Mais tarde naquela noite, foi informado que o Campeão Intercontinental Dolph Ziggler havia se juntado ao Team Cena; Cena e Ziggler se salvaram de ataques pós-luta. Na próxima semana no Raw, Vince McMahon anunciou que se o Team Authority perder no Survivor Series, a Authority ficará fora do poder. Seth Rollins, Kane e Randy Orton juntaram-se ao Team Authority com Rollins como capitão, enquanto Ziggler se juntou ao Team Cena. Mais tarde naquela noite, Orton foi expulso pela Authority depois de atacar membros da Authority, se tornando um face no processo pela primeira vez desde 2013. Na semana seguinte no Raw, Rusev juntou-se ao Team Authority depois que a Authority o ajudou a reter seu United States Championship contra Sheamus. Sheamus se juntou ao Team Cena junto com Big Show e Jack Swagger, enquanto Mark Henry e Ryback juntaram-se ao Team Authority. Mas, no final da noite, Swagger saiu do Team Cena depois que Rollins o feriu, enquanto Ryback o atacou e deixou o Team Authority após Kane interferir em sua luta do evento principal contra Cena. Luke Harper se ofereceu para se juntar ao Team Authority atacando Ziggler. Na semana seguinte no Raw, Harper foi confirmado como o último membro do Team Authority. Enquanto Cena estava patrulhando Ryback para preencher seu time, o Team Authority atacou o resto do Team Cena, que fez Ziggler perder seu Intercontinental Championship para Harper, e Sheamus saiu do Team Cena depois que Mark Henry o feriu. Mais tarde naquela noite, Erick Rowan e Ryback se juntaram ao Team Cena. No episódio de 21 de novembro do Smackdown, em resposta aos comentários feitos por Cena afirmando que se sentia responsável pela sua equipe, Triple H anunciou que se o Team Cena perdesse, todos os  membros do Team Cena, excepto o próprio Cena, seriam despedidos. Mais tarde naquela noite, com Cena ausente, o Team Authority e um Triple H empunhando uma cadeira atacaram o resto do Team Cena.
No SmackDown de 31 de outubro, Nikki Bella venceu uma Battle Royal para enfrentar AJ Lee pelo WWE Divas Championship. Em 10 de novembro, o WWE.com anunciou que AJ Lee defenderia o título contra Nikki no Survivor Series.
No Hell in a Cell, Bray Wyatt atacou Dean Ambrose durante sua luta Hell in a Cell contra Seth Rollins. Em 10 de novembro no Raw, foi anunciado que Ambrose enfrentaria Wyatt no Survivor Series.
Em 17 de novembro, foi anunciado no WWE.com que Gold e Stardust defenderiam o WWE Tag Team Championship contra The Miz e Damien Mizdow, The Usos e Los Matadores em uma luta Fatal 4-Way no Survivor Series.
No dia 17 de novembro, foi anunciado no WWE.com que o show inicial do Survivor Series contaria com o retorno de Bad News Barrett de lesão e Fandango, acompanhado por Rosa Mendes, contra um adversário desconhecido.
Em 18 de novembro, foi anunciado no WWE.com que Alicia Fox, Natalya, Emma e Naomi enfrentariam Paige, Cameron, Layla e Summer Rae em uma luta Survivor Series eliminatória de equipes no Survivor Series.

## Evento
| Função:                   | Nome:                    |
| ------------------------- | ------------------------ |
| Comentaristas em inglês   | Michael Cole             |
| Comentaristas em inglês   | John "Bradshaw" Layfield |
| Comentaristas em inglês   | Jerry Lawler             |
| Comentaristas em espanhol | Carlos Cabrera           |
| Comentaristas em espanhol | Marcelo Rodriguez        |
| Entrevistadores           | Tom Phillips             |
| Entrevistadores           | Byron Saxton             |
| Anunciadores de ringue    | Lilian Garcia            |
| Anunciadores de ringue    | Eden Stiles              |
| Árbitros                  | Mike Chioda              |
| Árbitros                  | Darrick Moore            |
| Árbitros                  | Chad Patton              |
| Árbitros                  | Charles Robinson         |
| Árbitros                  | Ryan Tran                |
| Árbitros                  | Rod Zapata               |
| Árbitros                  | Jason Ayers              |
| Árbitros                  | Scott Armstrong          |
| Painel do pré-show        | Renee Young              |
| Painel do pré-show        | Booker T                 |
| Painel do pré-show        | Paul Heyman              |
| Painel do pré-show        | Alex Riley               |

### Pré-show
Durante o pré-show do Survivor Series, Fandango enfrentou Justin Gabriel. Fandango executou o "The Last Dance" para vencer a luta.
Mais tarde, Jack Swagger enfrentou Cesaro. Swagger forçou Cesaro a se submeter ao "Patriot Lock" para vencer a luta.

### Lutas preliminares
O evento começou com Mr. McMahon chamando a The Authority e John Cena para o ringue. Ele acrescentou a estipulação de que se o Team Authority perder, a única pessoa que pode trazer a Authority de volta ao poder seria o próprio Cena. Cena então respondeu dizendo "não há nenhuma chance no inferno", ele traria a Authority de volta ao poder.
A primeira luta viu Gold e Stardust defenderem o Tag Team Championship contra The Miz e Damien Mizdow, The Usos e Los Matadores. Depois que Goldust foi incapacitado por um "Samoan Splash" de um Uso, Mizdow roubou o pin para ganhar os títulos para seu time.
Em seguida, o Team Natalya (Alicia Fox, Emma, Naomi e Natalya) enfrentaram o Team Paige (Paige, Cameron, Layla e Summer Rae) em uma tradicional luta Survivor Series 4-contra-4 de eliminação. Cameron foi eliminada por Naomi depois que Naomi a imobilizou com um bridging rolling reverse cradle pin. Layla foi eliminada por Fox após um backbreaker tilt-a-whirl. Summer Rae foi eliminada depois que Emma a forçou a se submeter ao "Emma Lock". Paige foi eliminada por Naomi depois de um handstand modified headscissors driver.
Depois disso, Dean Ambrose enfrentou Bray Wyatt. Ambrose foi desclassificado após bater em Wyatt com uma cadeira. Após a luta, Ambrose atacou Wyatt com um "Dirty Deeds" na cadeira, um diving elbow drop em uma mesa e enterrou Wyatt debaixo de uma mesa e cadeiras e em seguida subiu uma escada.
Na quarta luta, Adam Rose e The Bunny enfrentaram Slator Gator (Heath Slater e Titus O'Neil). The Bunny executou um missile dropkick em Slater para vencer a luta.
Em seguida, Michael Cole, Jerry Lawler e John "Bradshaw" Layfield entrevistaram Roman Reigns via satélite, que anunciou que voltaria no final de dezembro.
Na quinta luta, AJ Lee defendeu o Divas Championship contra Nikki Bella . Após Brie Bella beijar AJ, Nikki executou o "Rack Attack" em AJ para vencer o título.

### Evento principal

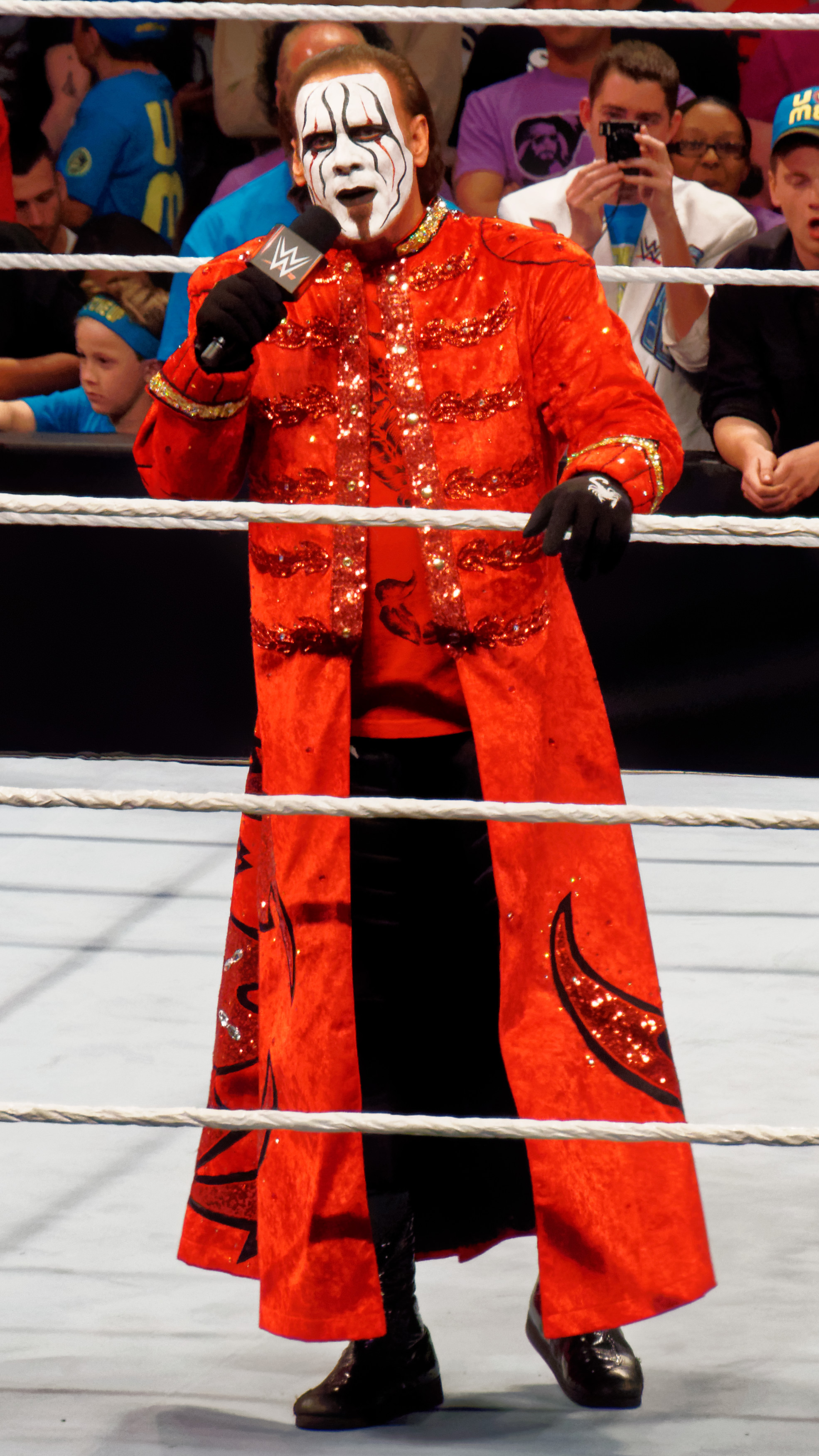
Sting fez sua estreia na WWE durante o evento principal do Survivor Series.

No evento principal, o Team Cena (John Cena, Dolph Ziggler, Big Show, Erick Rowan e Ryback) enfrentaram o Team Authority (Seth Rollins, Kane, Mark Henry, Rusev e Luke Harper) (com Triple H, Stephanie McMahon, Jamie Noble, Joey Mercury e Lana) em uma tradicional luta Survivor Series de eliminações 5-contra-5. Henry foi o primeiro homem eliminado por Big Show após um "KO Punch". Ryback foi eliminado por Rusev após um Curb Stomp de Rollins e um jumping savate kick. Rusev tentou colocar Ziggler em uma mesa de transmissão com um splash, mas errou, caiu pela mesa e sofreu o countout. Rowan foi eliminado por Harper depois de um discus clothesline. Cena foi eliminado por Rollins após um KO Punch de Big Show, que traiu Cena. Big Show apertou a mão de Triple H e saiu da luta, eliminando-se por countout e tornando-se heel. Ziggler eliminou Kane com um "Zig Zag" e Harper com um schoolboy. Ziggler executou um Zig Zag em Rollins, mas Triple H puxou o árbitro para fora do ringue. A Authority atacou Ziggler, mas ele lutou contra eles e executou um segundo Zig Zag em Rollins quando outro árbitro apareceu no ringue. Triple H ataca o outro árbitro e ataca Ziggler, executando um "Pedigree" nele. Ele chamou Scott Armstrong para contar o pin, mas o lutador da WCW Sting apareceu, fazendo sua estreia na WWE. Sting nocauteou Armstrong e deu uma olhada em Triple H. Sting então executou um "Scorpion Death Drop" em Triple H e puxou Ziggler em cima de Rollins para o pin, tirando a Authority do poder.

## Depois do evento
No episódio do Raw de 24 de novembro, Triple H e Stephanie McMahon se despediram do WWE Universe, mas foram interrompidos por Daniel Bryan, que voltou e atuou como Gerente Geral do Raw e do SmackDown naquela semana, colocando os membros do Team Authority em situações desfavoráveis. Mark Henry foi colocado em uma luta contra Ryback, que ele perdeu rapidamente. Luke Harper defendeu seu Intercontinental Championship contra Dean Ambrose, que terminou em desclassificação por interferência de Bray Wyatt. Kane foi colocado em concessões para a noite como Concessões Kane. Rusev e Lana foram forçados a falar o Pledge of Allegiance ou defender o United States Championship em uma Battle Royal, o que Rusev fez com sucesso no SmackDown. Seth Rollins perdeu uma luta handicap de 3-contra-2 contra John Cena e Dolph Ziggler, com Jamie Noble e Joey Mercury escolhidos como seus parceiros por votação de fãs. No final do show, foi anunciado que o Gerente Geral anônimo do Raw voltaria na semana seguinte.
No Raw de 29 de dezembro, depois de ameaçar o anfitrião convidado com um Curb Stomp, Edge (que teve que se aposentar devido a múltiplas lesões no pescoço que poderiam deixá-lo paralisado), Rollins persuadiu Cena a trazer de volta a Authority após pouco mais de um mês de exílio. Na semana seguinte no Raw, a Authority recompensou Rollins colocando-o na luta pelo WWE World Heavyweight Championship no Royal Rumble, envolvendo também Cena e o então campeão Brock Lesnar. No mesmo show, a Authority também aplicou as consequências estipuladas pré-luta para o Team Cena, demitindo Dolph Ziggler, Erick Rowan e Ryback. Mais tarde, em 19 de janeiro de 2015 no Raw, John Cena derrotou Seth Rollins, Big Show e Kane em uma partida de handicap 3-contra-1 (com seu  #1 em jogo) com a ajuda de Sting, e assim Ziggler, Rowan e Ryback conseguiram seus empregos de volta. Em 22 de janeiro de 2015 no SmackDown, Daniel Bryan deu as boas-vindas a Dolph Ziggler, Erick Rowan e Ryback para comemorar seu retorno à WWE. Dolph Ziggler, Erick Rowan e Ryback continuariam a se unir como uma facção em 2015, antes de seguirem caminhos separados pouco antes da WrestleMania 31.

## Resultados
| Nº                                          | Resultados | Estipulações | Tempo |
| ------------------------------------------- | --- | --- | ----- |
| Pré- show                                   | Fandango (com Rosa Mendes) derrotou Justin Gabriel | Luta individual | 3:10  |
| Pré- show                                   | Jack Swagger (com Zeb Colter) derrotou Cesaro | Luta individual | 5:39  |
| 1                                           | The Miz e Damien Mizdow derrotaram Goldust e Stardust (c), The Usos (Jey e Jimmy) e Los Matadores (Diego e Fernando) (com El Torito)                                                                                      | Luta Fatal 4-Way de duplas pelo WWE Tag Team Championship | 15:25 |
| 2                                           | Team Fox (Alicia Fox, Emma, Naomi e Natalya) (com Tyson Kidd) derrotaram Team Paige (Paige, Cameron, Layla e Summer Rae)1                                                                                                 | Luta Survivor Series 4-contra-4 de eliminação | 14:35 |
| 3                                           | Bray Wyatt derrotou Dean Ambrose por desqualificação | Luta individual | 14:00 |
| 4                                           | Adam Rose e The Bunny derrotaram Slater Gator (Heath Slater e Titus O'Neil) | Luta de duplas | 2:36  |
| 5                                           | Nikki Bella (com Brie Bella) derrotou AJ Lee (c) | Luta individual pelo Divas Championship | 0:33  |
| 6                                           | Team Cena (John Cena, Dolph Ziggler, Big Show, Erick Rowan e Ryback) derrotaram Team Authority (Seth Rollins, Kane, Mark Henry, Rusev e Luke Harper) (com Triple H, Stephanie McMahon, Jamie Noble, Joey Mercury e Lana)2 | Luta Survivor Series 5-contra-5 de eliminação Se a Authority perdesse, eles sairiam do poder. Já se o Team Cena perdesse, todos os membros da equipe, exceto Cena, seriam demitidos. | 43:28 |
| (c) – Refere-se aos campeões antes da luta. | | |       |

### Eliminações
↑1 
| Ordem de eliminação | Lutadora                           | Eliminada por                      | Método                             | Tempo                              |
| ------------------- | ---------------------------------- | ---------------------------------- | ---------------------------------- | ---------------------------------- |
| 1ª                  | Cameron                            | Naomi                              | Pinfall                            | 06:12                              |
| 2ª                  | Layla                              | Alicia Fox                         | Pinfall                            | 09:29                              |
| 3ª                  | Summer Rae                         | Emma                               | Submissão                          | 12:04                              |
| 4ª                  | Paige                              | Naomi                              | Pinfall                            | 14:35                              |
| Sobrevivente(s):    | Alicia Fox, Emma, Naomi, e Natalya | Alicia Fox, Emma, Naomi, e Natalya | Alicia Fox, Emma, Naomi, e Natalya | Alicia Fox, Emma, Naomi, e Natalya |

↑2 
| Ordem de eliminação | Lutador                   | Eliminado por             | Método                    | Tempo                     |
| ------------------- | ------------------------- | ------------------------- | ------------------------- | ------------------------- |
| 1º                  | Mark Henry                | Big Show                  | Pinfall                   | 00:48                     |
| 2º                  | Ryback                    | Rusev                     | Pinfall                   | 07:47                     |
| 3º                  | Rusev                     | N/A                       | Countout                  | 20:01                     |
| 4º                  | Erick Rowan               | Luke Harper               | Pinfall                   | 23:05                     |
| 5º                  | John Cena                 | Seth Rollins              | Pinfall                   | 24:01                     |
| 6º                  | Big Show                  | N/A                       | Countout                  | 24:38                     |
| 7º                  | Kane                      | Dolph Ziggler             | Pinfall                   | 28:09                     |
| 8º                  | Luke Harper               | Dolph Ziggler             | Pinfall                   | 30:03                     |
| 9º                  | Seth Rollins              | Dolph Ziggler             | Pinfall                   | 43:25                     |
| Survivor(s):        | Dolph Ziggler (Team Cena) | Dolph Ziggler (Team Cena) | Dolph Ziggler (Team Cena) | Dolph Ziggler (Team Cena) |

## Ver Também
- Survivor Series
- Lista de eventos pay-per-view da WWE

## Referencias
1. ↑  WWE News: RAW Main Event Statistic, Survivor Series Attendance: 411MANIA | WWE News: RAW Main Event Statistic, Survivor Series Attendance
2. ↑  Martin, Adam. «Buyrates for Hell in a Cell, Survivor Series and TLC in 2014». wrestleview.com. Consultado em 17 de fevereiro de 2015
3. ↑  Ian Hamilton. Wrestling's Sinking Ship: What Happens to an Industry Without Competition (p. 160)
4. ↑  «WWE PPV Locations For Remainder Of 2014». gerweck.net. 13 de abril de 2014. Consultado em 13 de abril de 2014
5. ↑  Grabianowski, Ed. «How Pro Wrestling Works». HowStuffWorks. Discovery Communications. Consultado em 5 de março de 2012. Cópia arquivada em 18 de novembro de 2013
6. ↑  «Live & Televised Entertainment». WWE. Consultado em 21 de março de 2012. Cópia arquivada em 26 de fevereiro de 2009
7. ↑  Tedesco, Mike. «WWE RAW Results - 10/27/14 (John Cena vs. Seth Rollins)». wrestleview.com. Consultado em 28 de outubro de 2014
8. ↑  Tedesco, Mike. «WWE RAW Results - 11/3/14 (Randy Orton vs. Seth Rollins)». wrestleview.com. Consultado em 4 de novembro de 2014
9. 1 2  Tedesco, Mike. «WWE RAW Results - 11/10/14 (John Cena vs. Ryback)». wrestleview.com. Consultado em 11 de novembro de 2014
10. ↑  Tedesco, Mike. «WWE RAW Results - 11/17/14 (Survivor Series go home)». wrestleview.com. Consultado em 18 de novembro de 2014
11. ↑  Tedesco, Mike. «WWE Smackdown Results - 11/21/14 (Survivor Series hype)». wrestleview.com. Consultado em 22 de novembro de 2014
12. ↑  Martin, Adam. «WWE Smackdown Results - 10/31/14 (Ambrose vs. Cesaro)». wrestleview.com. Consultado em 1 de novembro de 2014
13. ↑  «Bad News Barrett to return on Survivor Series Kickoff». WWE. Consultado em 17 de novembro de 2014
14. ↑  «WWE Raw Results – November 24, 2014: Did Raw thrive without The Authority? 'Yes!'». WWE. 24 de novembro de 2014
15. 1 2  «WWE Survivor Series results: John Cena, Seth Rollins, Dolph Ziggler, and a guy you may have heard of». Wrestling Observer. Consultado em 24 de novembro de 2014